# بيت شعلان (حبيش)

تعديل مصدري - تعديل

بيت شعلان محلة تابعة لقرية هجار، التابعة لعزلة بني الضاحتين بمديرية حبيش إحدى مديريات محافظة إب في الجمهورية اليمنية، بلغ تعداد سكانها 93 حسب تعداد اليمن لعام 2004.